# Chrosiothes
Genre
Synonymes
- Theridiotis Levi, 1954

Chrosiothes est un genre d'araignées aranéomorphes de la famille des Theridiidae.

## Distribution
Les espèces de ce genre se rencontrent en Amérique et en Asie de l'Est.

## Liste des espèces
Selon World Spider Catalog (version 26, 18/02/2025) :
- Chrosiothes albostriatus (Simon, 1895)
- Chrosiothes carajaensis Puchulú-Figueiredo, Santanna & Rodrigues, 2017
- Chrosiothes chirica (Levi, 1954)
- Chrosiothes cicuta Puchulú-Figueiredo, Santanna & Rodrigues, 2017
- Chrosiothes decorus Puchulú-Figueiredo, Santanna & Rodrigues, 2017
- Chrosiothes diabolicus Puchulú-Figueiredo, Santanna & Rodrigues, 2017
- Chrosiothes episinoides (Levi, 1963)
- Chrosiothes fulvus Yoshida, Tso & Severinghaus, 2000
- Chrosiothes goodnightorum (Levi, 1954)
- Chrosiothes iviei Levi, 1964
- Chrosiothes jamaicensis Levi, 1964
- Chrosiothes jenningsi Piel, 1995
- Chrosiothes jocosus (Gertsch & Davis, 1936)
- Chrosiothes litus Levi, 1964
- Chrosiothes minusculus (Gertsch, 1936)
- Chrosiothes murici Puchulú-Figueiredo, Santanna & Rodrigues, 2017
- Chrosiothes niteroi Levi, 1964
- Chrosiothes perfidus Marques & Buckup, 1997
- Chrosiothes portalensis Levi, 1964
- Chrosiothes proximus (O. Pickard-Cambridge, 1899)
- Chrosiothes silvaticus Simon, 1894
- Chrosiothes sudabides (Bösenberg & Strand, 1906)
- Chrosiothes taiwan Yoshida, Tso & Severinghaus, 2000
- Chrosiothes tonala (Levi, 1954)
- Chrosiothes una Puchulú-Figueiredo, Santanna & Rodrigues, 2017
- Chrosiothes valmonti (Simon, 1898)
- Chrosiothes venturosus Marques & Buckup, 1997
- Chrosiothes wagneri (Levi, 1954)

Selon World Spider Catalog (version 23.5, 2023) :
- † Chrosiothes biconigerus Wunderlich, 1988
- † Chrosiothes chiapas Wunderlich, 2022
- † Chrosiothes curvispinosus Wunderlich, 1988
- † Chrosiothes emulgatus Wunderlich, 1988
- † Chrosiothes longispinosus Wunderlich, 1988
- † Chrosiothes monoceros Wunderlich, 1988
- † Chrosiothes tumulus Wunderlich, 1988
- † Chrosiothes unicornis Wunderlich, 1988

## Systématique et taxinomie
Ce genre a été décrit par Simon en 1894 dans les Theridiidae.
Theridiotis a été placé en synonymie par Levi et Levi en 1962.

## Publication originale
- Simon, 1894 : Histoire naturelle des araignées. Paris, vol. 1, p. 489-760 (texte intégral).